# La Bella Durmiente
La Bella Durmiente es un cuento de hadas nacido de la tradición oral. Las versiones más difundidas del cuento son, en orden cronológico, Sol, Luna y Talía, del italiano Giambattista Basile (Pentamerón, 1634), La bella del bosque durmiente, del francés Charles Perrault (Los cuentos de Mamá Oca, 1697) y Rosita de Espino o La Bella durmiente del bosque, de los alemanes Jacob y Wilhelm Grimm (Cuentos de la infancia y del hogar, 1812).
En la actualidad, las versiones más populares suelen ser relatos basados en el cuento de Charles Perrault e influidos por elementos de los hermanos Grimm. El éxito de la versión cinematográfica de Walt Disney Pictures, de 1959, contribuyó mucho a la popularización de la historia en todo el mundo.

## Trama
Tras una larga esterilidad, un rey y una reina tienen una hija. Cuando la niña cumple un año de edad, invitan a un festejo en honor de la niña a siete hadas buenas y madrinas que, mediante encantamientos, le otorgan dones positivos. Pero entonces irrumpe una bruja o hada malvada de un país vecino, a la que no habían podido invitar porque no había platos suficientes, y esta, ofendida, sentencia que el día que la princesa cumpla quince o dieciséis años, se pinchará un dedo con el huso de una rueca y morirá. No obstante, una de las hadas buenas y madrinas invitadas, que todavía no había otorgado su don a la princesa, mitiga la maldición de la bruja o hada malvada de manera que, cuando la princesa cumpla quince o dieciséis años, se pinchará el dedo con un huso de una rueca pero, en vez de morir, dormirá un siglo. 
El rey y la reina prohíben todos los husos y todas las ruecas de hilar en su reino, y los mandan quemar todos en una gran hoguera, pero todo es en vano: quince o dieciséis años más tarde, al cumplir la edad indicada, la princesa, curioseando en una torre del castillo, encuentra una anciana que hila con un huso de una rueca. La muchacha lo toma, se pincha el dedo con el huso de la rueca y cae dormida. El sueño se expande a todos los habitantes del castillo, y este queda cubierto bajo una espesa vegetación.
Cien años después, un rey/príncipe escucha la historia de la bella durmiente y se dirige al castillo con intención de despertarla. La vegetación le abre paso. Cuando llega al castillo, encuentra a la princesa dormida y queda cautivado por su belleza. Una vez casados los dos jóvenes, 
el príncipe vuelve a su reino. Allí no revela a sus padres lo sucedido con la princesa, pues teme que su madre, de quien se dice que es en parte ogresa, atente contra su esposa y los hijos que eventualmente tenga con ella. Estos finalmente son dos: una niña a la que llaman Luna/Aurora, y un niño al que llaman Sol/Día.
Cuando el rey muere, el príncipe hereda la corona y trae al reino a su esposa e hijos. Allí son bien recibidos por todos, menos por la reina madre. Así, un día el rey debe ausentarse y su familia se queda en el palacio. Entonces, la reina madre ordena al cocinero matar a la princesa Luna/Aurora y cocinarla para comérsela. Pero el cocinero hace que su esposa oculte a la niña, y en vez de a Luna/Aurora cocina un cordero, que la reina madre come convencida de que es su propia nieta. Lo mismo se repite con el príncipe Día y con la reina consorte (quien antes había sido la bella durmiente): todos se esconden de la ogresa en casa del cocinero. Sin embargo, la ogresa pasa cerca de la casa y oye la risa de los niños y, percatada del engaño, ordena disponer una gran olla y meter en ella serpientes, sapos y todo tipo de criaturas asquerosas y letales para echar allí a la reina consorte, al cocinero, a su esposa y a los niños. Cuando se dispone a ejecutar esta sentencia, llega el rey y, al verlo, su madre la ogresa se lanza a la olla y es devorada por todas las alimañas que hay dentro. Finalmente, el rey libera a su esposa e hijos, y al cocinero y su mujer, condecora a estos últimos por proteger a su familia y todos viven felices para siempre.

## Variantes

### El nombre de la protagonista

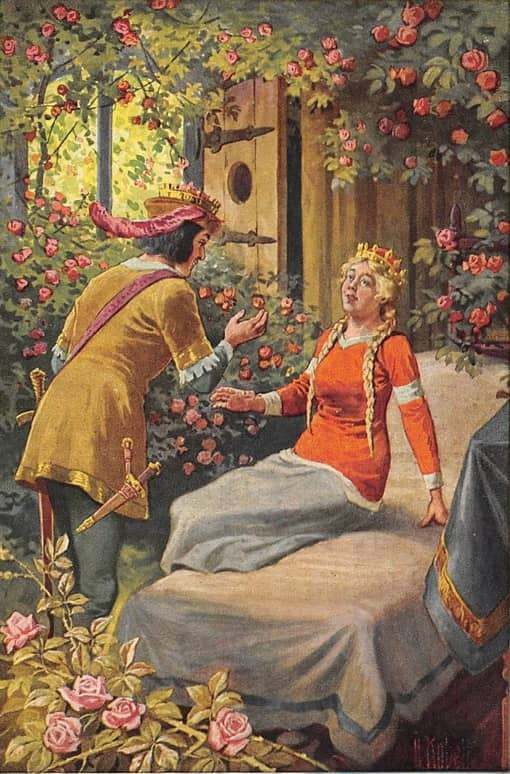
Otto Kubel (1868 – 1951)

En Sol, Luna y Talía, la primera versión escrita que se conoce realizada por Basile, la protagonista se llama Talía (del griego Thaleia, "florecimiento"), en la de Perrault no se le da nombre propio y en la versión alemana de los Hermanos Grimm, se la llama Dornröschen ("Rosita espinosa" en alemán).
En la versión de Charles Perrault, Aurora es el nombre de la hija de la protagonista, pero en la versión para ballet de Chaikovski se transfiere el nombre a la madre. La película de Disney de 1959 conservó esta transferencia del nombre de la Bella Durmiente, la princesa protagonista.

### El nombre del cuento
El nombre del relato más difundido en castellano (La bella durmiente, al que a veces se le añade «del bosque») se deriva del nombre que le dio Perrault. Sin embargo, como Perrault titula su cuento mediante la hipálage "La Belle au bois dormant", la traducción textual sería La bella del bosque durmiente.

### La trama
Los textos de Basile y de Perrault incluyen las dos secuencias narrativas (la del hechizo que afecta a la protagonista y la de los actos de la esposa del rey o madre del príncipe). El de los Grimm descarta la última. La primera secuencia narrativa es muy similar en el cuento alemán y en el francés, pero estos tienen diferencias notables respecto del italiano. Comparativamente, los núcleos narrativos de los tres relatos clásicos son los siguientes.
| Basile | Perrault | Hermanos Grimm |
| --- | --- | --- |
| | Un rey y una reina no consiguen tener hijos. | Un rey y una reina no consiguen tener hijos. |
| | | Una rana profetiza el nacimiento de la princesa protagonista a su madre, la reina. |
| A un «gran señor» le nace una hija (no hay mención de la madre).                                                                 | El rey y la reina tienen una hija. | El rey y la reina tienen una hija. |
| La niña se llama Talía. | No se menciona el nombre propio de la niña (se la llama la “Bella Durmiente”). | No se menciona el nombre propio de la niña (más adelante se la llama “Rosita espinosa”). |
| El padre convoca a “sabios y adivinos” para predecir el futuro de su hija.                                                       | Los reyes festejan el primer cumpleaños de la princesa e invitan a siete hadas buenas y madrinas para que le otorguen dones. | Los reyes festejan el nacimiento de la princesa e invitan a 12 mujeres sabias y adivinas para que le otorguen dones. |
| El futuro de Talía es profetizado (no determinado) por adivinos: correrá gran riesgo por una astilla de lino.                    | Una bruja o hada malvada de un país cercano a la que olvidaron invitar irrumpe y, como no la invitaron ni obsequiaron con un estuche de oro como a las otras hadas buenas y madrinas, maldice a la princesa de la siguiente forma: cuando cumpla quince o dieciséis años se pinchará el dedo con un huso de una rueca y morirá. | Una mujer sabia y adivina malvada a la que olvidaron invitar irrumpe y, como no la invitaron, maldice a la princesa: cuando cumpla quince o dieciséis años se pinchará el dedo con un huso de una rueca y morirá.         |
| | Una de las hadas buenas y madrinas, que aún no había otorgado su don a la princesa, lo utiliza para atenuar la maldición de la bruja o hada malvada: la princesa solo dormirá cien años y la despertará un príncipe. | Una de las mujeres sabias y adivinas buenas, que aún no había otorgado su don, lo utiliza para atenuar la maldición de la mujer sabia y adivina malvada: la princesa solo dormirá cien años (no se menciona al príncipe). |
| El padre de Talía prohíbe el lino en su casa.                                                                                    | El rey y la reina prohíben las herramientas de hilado en su reino. | El rey y la reina prohíben las herramientas de hilado en su reino. |
| Cuando Talía es mayor (edad indefinida), encuentra a una hilandera inocente.                                                     | Cuando la princesa tiene 15 o 16 años, encuentra a una hilandera inocente. | Cuando la princesa tiene 15 o 16 años, encuentra a una hilandera que resulta ambigua (¿inocente?). |
| Talía “cae muerta” al clavarse una astilla de lino bajo la uña.                                                                  | La princesa cae dormida al pincharse el dedo con el huso de una rueca. | La princesa cae dormida al pincharse el dedo con el huso de una rueca. |
| La muerte (o sueño sobrenatural) afecta solo a Talía.                                                                            | Reaparece el hada que atenuó la maldición y, para que la princesa no se encuentre sola al despertar, duerme a todo el palacio (menos a los reyes), y este queda envuelto por una vegetación impenetrable. | Todo el palacio (incluyendo a los reyes) queda dormido y envuelto por una vegetación impenetrable. |
| El padre, desolado, abandona a Talía y desaparece del relato.                                                                    | Los reyes, desolados, abandonan el palacio, que el hada cubre de vegetación para proteger a la princesa. | Los reyes también se duermen. |
| Un rey (que después se sabrá que está casado) llega al lugar durante una cacería.                                                | Un príncipe (que se deduce es soltero) llega al lugar durante una cacería. Le cuentan la historia y va en busca de la princesa. | Un príncipe (que se deduce es soltero) llega al lugar durante una cacería. Le cuentan la historia y va en busca de la princesa.                                                                                           |
| El rey persigue a un halcón hasta la casa de Talía.                                                                              | La vegetación encantada abre paso al príncipe hasta el palacio. | La vegetación encantada abre paso al príncipe hasta el palacio y se evidencia que previos aspirantes a liberadores perecieron enredados en la vegetación.                                                                 |
| El rey llega de casualidad hasta la joven, que parece muerta.                                                                    | El príncipe, tal y como pretendía, llega hasta la joven dormida. | El príncipe, tal y como pretendía, llega hasta la joven dormida. |
| El rey, embelesado, viola y deja embarazada a la princesa sin despertarla y se marcha.                                           | El príncipe, embelesado, se arrodilla al lado de la princesa. | El príncipe, embelesado, besa a la princesa. |
| La princesa alumbra dos niños: Luna y Sol.                                                                                       | La princesa alumbrará a sus hijos más adelante, que se llamarán Aurora y Día. | |
| Talía despierta cuando los niños le maman el dedo y extraen la astilla.                                                          | La princesa despierta al cumplirse 100 años de sueño y ante la llegada del príncipe. El palacio despierta también. | La princesa despierta con el beso del príncipe (se sobreentiende que se han cumplido los 100 años predichos). El palacio despierta también (y reaparecen por ende también los reyes).                                     |
| El rey regresa y llega a un entendimiento con Talía.                                                                             | La princesa y el príncipe se casan. | La princesa y el príncipe se casan. |
| (La princesa ya tuvo dos hijos antes de despertar).                                                                              | La princesa, tras despertar y casarse con el príncipe, tiene sus dos hijos: Aurora y Día. | |
| El rey vuelve a partir a su hogar sin Talía ni los hijos, porque está casado.                                                    | El príncipe regresa a su propio palacio sin la princesa ni sus hijos, por temor a su propia madre, mitad ogresa. | |
| La reina, esposa del rey, a través de su secretario descubre que su marido tiene una amante y ordena que le traigan a los niños. | El príncipe, convertido en rey al fallecer su padre, trae consigo a la princesa y sus niños, a quienes la reina madre no acoge bien. | |
| | El nuevo rey se ausenta del palacio, dejando allí a la princesa y sus hijos. | |
| La reina ordena a su secretario que los niños sean cocinados por el cocinero y servidos a su esposo.                             | La reina madre ordena al cocinero que los niños sean cocinados para comérselos ella. | |
| El cocinero, apiadado, esconde a los niños en casa de su mujer y, en secreto, los reemplaza por carne de res.                    | El cocinero, apiadado, esconde a los niños en casa de su mujer y, en secreto, los reemplaza por carne de res. | |
| | La reina madre descubre que los niños siguen vivos. | |
| La reina ordena a su secretario que Talía sea arrojada a una hoguera.                                                            | La reina madre ordena que la princesa y sus hijos sean arrojados a una olla llena de alimañas. | |
| La aparición del rey impide la ejecución de la muerte.                                                                           | La aparición del rey impide la ejecución de la muerte. | |
| La reina, por orden del rey, perece en la hoguera destinada a Talía.                                                             | La reina, al ser descubierta, se arroja a la olla destinada a su nuera y nietos y perece. | |
| El secretario también es quemado en la hoguera y el cocinero es recompensado.                                                    | El cocinero y su mujer son recompensados por salvar a la familia real. | |

### El estilo
Mientras la versión de los Hermanos Grimm es bastante simple para darle más encanto y sencillez, Perrault añade comentarios perspicaces e incluso humorísticos, como el que hace tras narrar el despertar de la princesa:

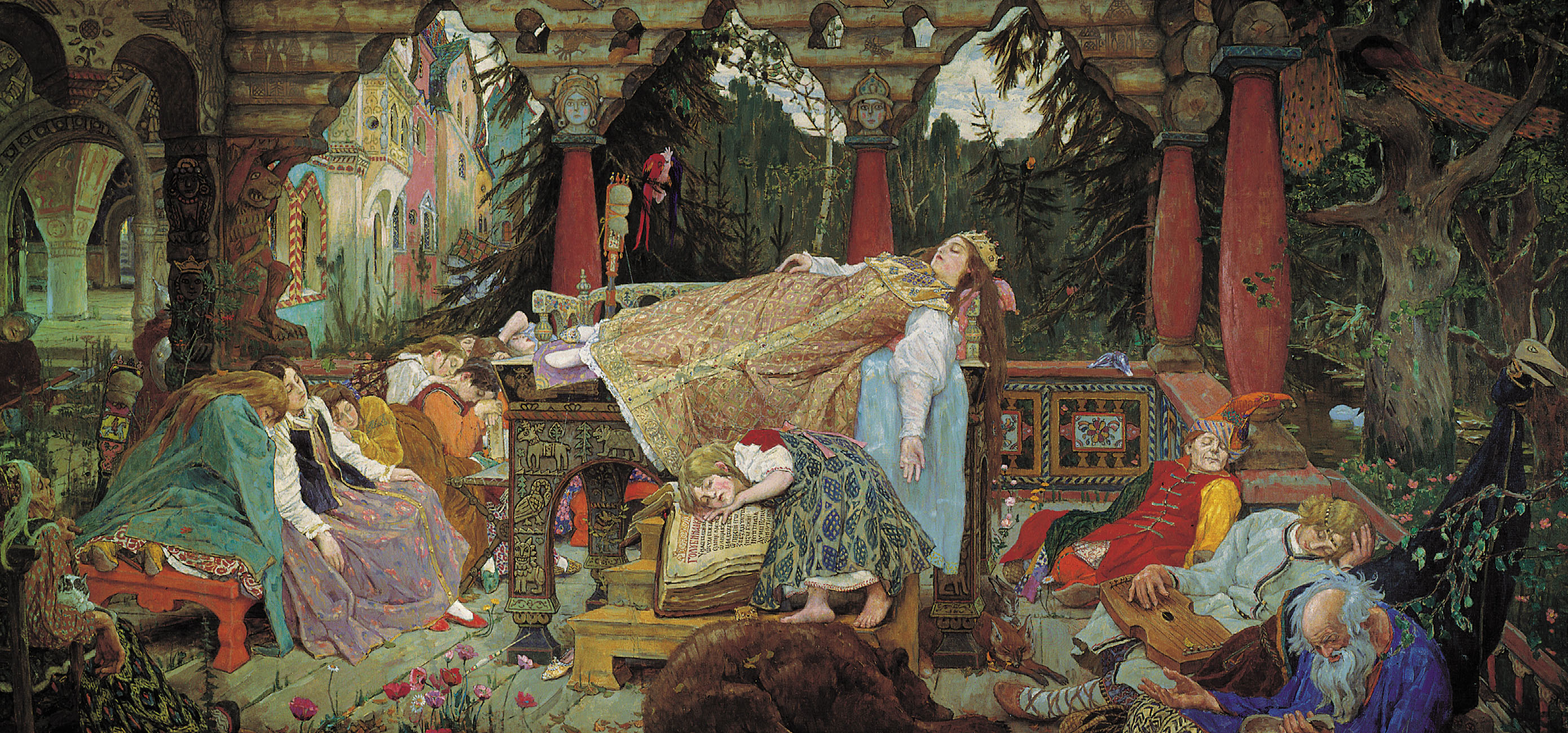
Víktor Vasnetsov (1848-1926): La princesa durmiente (Спящая царевна, 1900-1926).

«En fin, hacía cuatro horas que hablaban y no habían conversado ni la mitad de las cosas que tenían que decirse.»
— Charles Perrault

«El príncipe ayudó a la princesa a levantarse y vio que estaba toda vestida, y con gran magnificencia; pero se abstuvo de decirle que sus ropas eran de otra época y que todavía usaba gorguera; no por eso se veía menos hermosa.»
— Charles Perrault

## Interpretación
El cuento ha sido objeto de interpretaciones particularmente psicológicas:
Desde un enfoque psicoanalítico, Bruno Bettelheim sostiene que el tema central de todas las versiones de la Bella durmiente es que los padres no pueden evitar el despertar sexual de sus hijos. El pinchazo simboliza la primera hemorragia menstrual (menarca). El sueño, el período de maduración antes de estar disponible para una iniciación sexual oportuna y también el aislamiento narcisista que conlleva a que esta no se produzca. El beso del príncipe es tal iniciación.
Desde el punto de vista de la psicología analítica, el cuento es visto como la unión de dos contrarios en el proceso de perfeccionamiento del ego. M.L. von Franz sostiene que el significado último del cuento es cómo influye el complejo materno negativo, en el que la figura desdibujada de la madre produce seres susceptibles, que se sienten constantemente ignorados. Así, los 100 años de sueño representarían la dilación del inicio de la sexualidad adulta, ocasionada por aquel exceso de susceptibilidad.
Por su parte, la crítica feminista ha tomado a la protagonista, condenada a la pasividad en espera de un varón que la salve, como símbolo de la situación de la mujer en la sociedad patriarcal. Autoras como Hélène Cixous proponen la reescritura de todas estas historias, ya que las mismas, en sus versiones clásicas, reforzarían el sistema patriarcal. Ella misma incluso realiza una relectura del cuento clásico que implica menoscabar tal sistema en vez de reforzarlo. Según esta lectura, el cuento evidencia a un hombre que necesita que la mujer sea una "muñeca", un ser bello pero manejable, ya que para apropiarse él de la actitud activa y de la posibilidad creadora le es preciso que la mujer esté "adormecida".

## Versión de Disney
En el año 1959 se dio a conocer la película basada en el clásico cuento de los Hermanos Grimm y de Charles Perrault, producida por Walt Disney Pictures, donde las modificaciones fueron muchas, la más notoria fue que el rey Estéfano y la reina Flor, el padre y la madre de la princesa Aurora, la Bella Durmiente protagonista (que en esta versión la Bella Durmiente protagonista se llama la princesa Aurora) y el rey Humberto, el padre viudo del príncipe Felipe (que en esta versión el príncipe protagonista se llama el príncipe Felipe) ya habían establecido que al crecer sus dos hijos se casarían, para mantener las buenas relaciones entre ambos reinos. Además, la princesa Aurora, la Bella Durmiente protagonista, no duerme cien años, sino tan solo unas horas; las hadas buenas y madrinas son solo tres (en esta versión se llaman Flora, Fauna y Primavera); el hada y bruja malvada (que en esta versión se llama Maléfica) que lanza la maldición a la princesa Aurora, la Bella Durmiente protagonista, vive en un castillo siniestro, tenebroso y vedado, llamado la Montaña Prohibida, y secuestra al príncipe Felipe. Las tres hadas buenas y madrinas, Flora, Fauna y Primavera, se hacen pasar por campesinas y tías de la princesa Aurora, la Bella Durmiente, cuya identidad ocultan al hacerla pasar por campesina, y la llaman Rosa; viven en una pequeña casa abandonada del bosque, llamada la Cabaña del leñador, durante dieciséis años.
Asimismo, las melodías de la banda sonora pertenecen al ballet de Chaikovski (a quien se le da el crédito por la música), pero se modifican tanto la instrumentación como la función argumental.